# Exile (песня Тейлор Свифт)
«Exile» — песня американской певицы Тейлор Свифт при участии инди-рок-группы Bon Iver из её восьмого студийного альбома Folklore, который был издан 24 июля 2020 года. 3 августа 2020 года лейбл Republic Records выпустил этот трек на всех радиостанциях в качестве второго альбомного сингла.

## История
Релиз новой песни в качестве второго сингла прошёл на радио 3 августа, а лирик-видео вышло вместе с альбомом 24 июля 2020 года на канале YouTube (7:00 по московскому времени) одновременно с выходом альбома.
Песня «Exile» повествует о взаимоотношениях. В музыке преобладают фортепиано и гитарные звуки, сравнимые с тем, что было в 2013 году на треке «The Last Time» (2013) из четвёртого студийного альбома Тейлор Свифт Red.

## Отзывы
Композиция, в целом, была одобрительно встречена музыкальными экспертами и обозревателями: Билли Ниллес из издания E! Online, Кристофер Робертс из журнала Under the Radar. Робертс назвал её одной из лучших песен Folklore, и заметил, что «голоса Свифт и Вернона хорошо сочетаются друг с другом», а последний звучит как Питер Гэбриел.
Написав рецензию для издания Consequence of Sound, Мэтт Мелис назвал «Exile» «Песней недели» (Song of the Week) после выхода Folklore, а объединение дуэта в пару «маленьким чудом 2020 года». Джастин Курто из журнала Vulture заявил, что «последние четыре месяца пандемии [Свифт] потратила на то, чтобы думать о происходящем за пределами себя, и выпустила свой самый созерцательный альбом с „Exile“ в качестве основного результата». В 2022 году издание Billboard назвало «Exile» лучшей коллаборацией Тейлор Свифт в её карьере.

## Награды и номинации
| Церемония         | Год  | Награда                                  | Результат | Ссылки |
| ----------------- | ---- | ---------------------------------------- | --------- | ------ |
| AMFT Awards       | 2020 | Best Folk Performance                    | Победа    | [ 8 ]  |
| Grammy Awards     | 2021 | Лучшее поп-исполнение дуэтом или группой | Номинация | [ 9 ]  |
| GAFFA Awards      | 2021 | International Hit of the Year            | Шорт-лист | [ 10 ] |
| BMI London Awards | 2022 | Most Performed Songs of the Year         | Победа    | [ 11 ] |

## Участники записи
По данным Tidal.
- Тейлор Свифт — вокал, автор
- Джастин Вернон — лид-вокал, автор, звукозапись вокала
- Уильям Бауэри (Джо Элвин) — автор
- Аарон Десснер — продюсер, звукозапись, программирование ударных, электрогитара, фортепиано, перкуссия, синтезатор
- Роб Муз — альт, скрипка
- Лаура Сиск — звукозапись вокала
- Джонатан Лоу — звукозапись, микширование
- Ренди Меррилл — мастеринг

## Чарты
| Чарт (2020)                                  | Высшая позиция |
| -------------------------------------------- | -------------- |
| Австралия (ARIA)                             | 3              |
| Австрия (Ö3 Austria Top 40)                  | 56             |
| Бельгия/Фландрия (Ultratip)                  | 46             |
| Канада (Billboard Canadian Hot 100)          | 6              |
| Чехия (Singles Digitál Top 100)              | 68             |
| Дания (Tracklisten)                          | 32             |
| Ирландия (IRMA)                              | 3              |
| Малайзия (RIM)                               | 3              |
| Нидерланды (Single Top 100)                  | 84             |
| Новая Зеландия (Recorded Music NZ)           | 5              |
| Шотландия (Scottish Singles Chart)           | 17             |
| Сингапур (RIAS)                              | 3              |
| Швеция (Sverigetopplistan)                   | 38             |
| Швейцария (Schweizer Hitparade)              | 48             |
| Великобритания (UK Singles Chart) ·          | 8              |
| США (Billboard Hot 100)                      | 6              |
| США (Billboard Hot Rock & Alternative Songs) | 2              |
| США (Rolling Stone Top 100)                  | 3              |

| Чарт (2020)                                  | Позиция |
| -------------------------------------------- | ------- |
| США (Hot Rock & Alternative Songs Billboard) | 13      |

## Сертификации
| Регион                                                                      | Сертификация  | Продажи   |
| --------------------------------------------------------------------------- | ------------- | --------- |
| Австралия (ARIA)                                                            | 3× Платиновый | 210 000   |
| Бразилия (ABPD)                                                             | 2× Платиновый | 80 000    |
| Канада (Music Canada)                                                       | 2× Платиновый | 160 000   |
| Дания (IFPI Danmark)                                                        | Золотой       | 45 000    |
| Италия (FIMI)                                                               | Золотой       | 50 000    |
| Норвегия (IFPI Norway)                                                      | Золотой       | 30 000    |
| Польша (ZPAV)                                                               | Золотой       | 25 000    |
| Испания (PROMUSICAE)                                                        | Платиновый    | 60 000    |
| Великобритания (BPI)                                                        | Платиновый    | 600 000   |
| США (RIAA)                                                                  | Платиновый    | 1 000 000 |
| Данные о продажах + прослушиваниях приведены только на основе сертификации. |               |           |

## История релиза
| Регион | Дата           | Формат                        | Лейбл    | Ссылка |
| ------ | -------------- | ----------------------------- | -------- | ------ |
| Разные | 24 июля 2020   | Цифровые загрузки стриминг    | Republic | [ 12 ] |
| США    | 3 августа 2020 | Adult album alternative radio | Republic | [ 43 ] |